# Боркі (Келецький повіт)
Боркі (пол. Borki) — село в Польщі, у гміні Мнюв Келецького повіту Свентокшиського воєводства.
Населення — 593 особи (2011).
У 1975-1998 роках село належало до Келецького воєводства.

## Демографія
Демографічна структура на день 31 березня 2011 року:
|          | Загалом | Допрацездатний вік | Працездатний вік | Постпрацездатний вік |
| -------- | ------- | ------------------ | ---------------- | -------------------- |
| Чоловіки | 297     | 58                 | 214              | 25                   |
| Жінки    | 296     | 67                 | 173              | 56                   |
| Разом    | 593     | 125                | 387              | 81                   |